# Solly Krieger
Pour les articles homonymes, voir Krieger.
Solly Krieger, de son vrai nom Danny Auerbach, est un boxeur américain né le 28 mars 1909 à Brooklyn, New York, et mort le 24 septembre 1964.

## Carrière
Passé professionnel en 1928, il devient champion des poids moyens de la National Boxing Association (NBA) en battant aux points Al Hostak le 1er novembre 1938 mais perd le combat revanche par arrêt de l'arbitre à la 4e reprise le 27 juin 1939. Krieger met un terme à sa carrière en 1941 sur un bilan de 82 victoires, 25 défaites et 6 matchs nuls.